# Un pensionnaire sur les bras
Pour plus de détails, voir Fiche technique et Distribution.
Un pensionnaire sur les bras (East Side of Heaven) est un film musical américain réalisé par David Butler, sorti en 1939.

## Synopsis
Un homme se retrouve père, par procuration, d'un bébé de dix mois, et s'implique dans la vie mouvementée de la famille de l'enfant.

## Fiche technique
- Titre français : Un pensionnaire sur les bras
- Titre original : East Side of Heaven
- Réalisation : David Butler
- Scénario : William M. Conselman, d'après une histoire d'Herbert Polesie
- Image : George Robinson
- Montage : Irène Morra
- Direction artistique : Jack Otterson
- Son : Bernard Brown
- Musique : Frank Skinner
- Producteur : David Butler
- Pays de production :  États-Unis
- Langue originale : anglais américain
- Format : noir et blanc — 35 mm — 1.37:1 — son : mono (Western Electric Mirrophonic Recording)
- Durée : 88 min
- Genre : film musical
- Dates de sortie : 
  - États-Unis : 7 avril 1939
  - France 15 décembre 1939

## Distribution
- Bing Crosby : Denny Martin
- Joan Blondell Mary Wilson
- Mischa Auer : Nicky
- Irene Hervey : Mona Barrett
- C. Aubrey Smith : Cyrus Barrett Snr.
- Robert Kent : Cyrus Barrett Jr.
- Jerome Cowan : Claudius De Wolfe
- Baby Sandy : Sandy
- Jane Jones : Mrs. Kelly, cuisinière
- Rose Valyda : une cuisinière
- Helen Warner : une cuisinière
- Jack Powell : Happy Jack, le chef
- The Music Maids : les serveuses
- Matty Malneck : le chef d'orchestre